# Susanne Blakeslee
Susanne Ann Blakeslee (n. 27 ianuarie 1956, Los Angeles, California, SUA) este o actriță americană de film, televiziune, și voce.

## Legături externe
- Susanne Blakeslee la Internet Movie Database